# オエル2世 (ブルターニュ公)
オエル2世（Hoël II, 1031年ごろ - 1084年4月13日）は、コルヌアイユ伯（オエル5世、在位：1054年 - 1084年）。また、ブルターニュ女公アヴォワーズと結婚し、妻の権利により1066年にブルターニュ公となった。

## 生涯
オエル2世はコルヌアイユ伯アラン・カニアールと、ブルターニュ公アラン2世の庶子オエル1世の孫娘ジュディット・ド・ナントの間の息子である。オエル2世は、1156年までブルターニュ公位を継承したコルヌアイユ家の始祖である。
オエル2世は1054年にナント伯となったが、ナント伯位は母方より継承したものであった。1050年までナント伯であったマチュー1世はオエル2世の母ジュディットの唯一の兄弟ブディックの息子であった。父アラン・カニアールは1050年にオエル2世の名においてナント伯領を奪い、1054年まで息子オエル2世の摂政としてナント伯領を保持した。
ブルターニュ公コナン2世は1054年にナント伯領を奪おうとしたが、敗北した。この後、オエル2世は母が死去する1063年まで母の名のもと、ナント伯領を支配した。
ブルターニュ公コナン2世は嗣子なく1066年12月に死去し、ブルターニュ公領はコナン2世の姉妹でオエル2世の妻であるアヴォワーズが継承した。アヴォワーズはブルターニュ女公となり、夫オエル2世は妻の権利によりブルターニュ公となった。
アヴォワーズとオエル2世の生涯についてはほとんど知られていない。しかし、ウィリアム1世からの干渉に対し、東のレンヌ家と西のコルヌアイユ家の婚姻はブルターニュを強固にしたと考えられる。
オエル2世はその統治の間に、ブルトン人貴族らの反乱に何度か直面した。レンヌ伯ジョフロワ・グレノナ（ブルターニュ公アラン3世の庶子でアヴォワーズの異母弟）が反乱を率い、これにイーストアングリア伯ラルフ・ド・ガーダーが加わった。ラルフ・ド・ガーダーは前年の伯爵の反乱で敗北し、イングランドからブルターニュに戻ってきていた。1076年、オエル2世に対し陰謀を企てたラルフはドルで包囲された。ウィリアム1世がオエル1世の支援のためにブルターニュに入り、最終的にオエル2世はラルフと和平を結んだ。

## 子女
オエル2世とアヴォワーズの間に以下の子女が生まれた。
- アラン4世（1063年頃 - 1119年）[1] - ブルターニュ公
- マチュー2世（1103年没） - ナント伯（1084年 - 1103年）[4]